# Уда-Мацуяма (княжество)
Княжество Уда Мацуяма (яп. 宇陀松山藩  Уда Мацуяма хан) — небольшое феодальное княжество (хан) в Японии периода Эдо (1600—1695), в провинции Ямато региона Кинай на острове Хонсю.

## Краткая история
Административный центр княжества: современный город Уда, префектура Нара.
Доход хана:
- 1600—1615 годы — 31 717 коку риса
- 1615—1695 годы — 28 000 коку

Княжество Уда Мацуяма было создано в 1600 году. Первым правителем этого хана стал Фукусима Такахару (1573—1633), который сражался на стороне Токугава Иэясу и получил во владение замок Уда Мацуяма в провинции Ямато. В 1615 году он был обвинен в заговоре, лишен владений и отправлен в ссылку.
В 1615 году Уда Мацуяма хан получил во владение Ода Нобукацу (1558—1630), второй сын Оды Нобунаги. Его потомки управляли доменом до 1695 года, когда пятый правитель Ода Нобуясу был переведен в Каибара-хан (провинция Тамба) с доходом 20 000 коку.

## Правители княжества
- Род Фукусима, 1600—1615 (тодзама-даймё)

| № | Имя               | Имя      | Годы правления | Годы жизни  | Примечания                   |
| - | ----------------- | -------- | -------------- | ----------- | ---------------------------- |
| 1 | Фукусима Такахару | 福島高晴 | 1600 — 1615    | 1573 — 1633 | Второй сын Фукусимы Масанобу |

- Род Ода, 1615—1695 (тодзама-даймё)

| № | Имя          | Имя       | Годы правления | Годы жизни  | Примечания                  |
| - | ------------ | --------- | -------------- | ----------- | --------------------------- |
| 1 | Ода Нобукацу | 織田 信雄 | 1615 — 1630    | 1558 — 1630 | Второй сын Оды Нобунаги     |
| 2 | Ода Таканага | 織田高長  | 1630 — 1659    | 1590 — 1674 | Сын и преемник Оды Нобукацу |
| 3 | Ода Нагаёри  | 織田長頼  | 1659 — 1689    | 1620 — 1689 | Сын Оды Таканаги            |
| 4 | Ода Нобутакэ | 織田信武  | 1689 — 1694    | 1655 — 1694 | Старший сын Оды Нагаёри     |
| 5 | Ода Нобуясу  | 織田信休  | 1695           | 1678 — 1723 | Сын и преемник Оды Нобутакэ |